# Richard Møller Nielsen
Richard Møller Nielsen (også kaldet Ricardo; født 19. august 1937 i Ubberud, død 13. februar 2014 i Odense) var en dansk fodboldspiller og -træner. Han var især kendt som træner for det danske landshold 1990-1996 og stod således bag holdet, der blev europamester i 1992. Han var desuden træner for Odense Boldklub i to perioder på i alt 14 år, hvor han var med til at vinde Danmarksmesterskabet i 1977 og 1982 samt pokalfinalen i 1983. 

## Historie
Richard Møller Nielsen begyndte sin karriere som fodboldspiller i OB. Han spillede to landskampe for Danmark i 1959 og 1961. Kort efter måtte han indstille karrieren på grund af en skade. 

### Træner
Efter den tidlige pensionering som spiller, blev han træner for bl.a. Esbjerg fB, OB og det danske ungdomslandshold. Han opnåede bl.a. at hente DM-sølvmedaljer i 1968 i sin første sæson som træner for Esbjerg fB. . Senere kom han til OB og gjorde dem til danske mestre 2 gange i 1977 og 1982
Indtil 1990 var han assistentstræner for Sepp Piontek og samtidig cheftræner for U21 og OL landsholdet, med hvilket han opbyggede stammen af sine nye spillere, der senere skulle gå hen og blive europamestre. De talte bl.a. Peter Schmeichel, Lars Olsen, Kent Nielsen, John ”Faxe” Jensen, Kim Vilfort og Flemming Povlsen
Da Sepp Piontek stoppede i 1990 blev han landstræner efter en del polemik. Richard Møller Nielsen havde oprindelig en aftale med DBU om at tiltræde landstrænerjobbet, når Sepp Piontek stoppede. Men uenighed internt i DBU gjorde, at DBU løb fra aftalen og i stedet ansatte den tyske træner Horst Wohlers. Wohlers kunne dog ikke komme ud af sin kontrakt med Bundesliga-klubben Bayer Uerdingen, og DBU ansatte så Richard Møller Nielsen. Sine største triumfer opnåede Møller Nielsen, da han med Danmarks A-landshold vandt Europamesterskabet i fodbold 1992 i Sverige og Confederations Cup 1995 i Saudi-Arabien, hvilket gør ham til den eneste danske landstræner, der har opnået en finalesejr med det danske landshold i en større turnering. Richard Møller Nielsen var i alt træner i 49 betydende kampe (EM, VM, OL og Confederations Cup samt kvalifikationer), og af dem tabte han syv.
Siden blev han cheflandstræner for det finske (1996-1999) og landstræner for det israelske (2000-2002) landshold. Han var derefter i ca. et år træner for Kolding FC's 2. divisionshold.

### Hæder
Han blev kåret til Årets Træner i Danmark i 1975 og World Soccer World Manager of the Year 1992. FIFA tildelte i 2004 Møller Nielsen FIFA Centennial Order of Merit for sin indsats indenfor fodbolden. 
Finland gav i 2012 Richard Møller Nielsen prisen Captain's Ball. Denne pris modtog han personligt i Helsinki samme dag, som han efter planen skulle have været optaget i den danske "Fodboldens Hall of Fame". Men på grund af DBUs regler, som siger at man skal møde personligt op på datoen for optagelse, blev han ikke optaget. I 2013 var der kritik af, at Møller Nielsen ikke blev optaget det år. Men én uge før Ricardo døde, meddelte DBU udenom egne regler, at de den 1. marts 2014 ville optage ham i Hall of Fame i overværelsen af Peter Schmeichel og Michel Platini. Optagelsen skete posthumt, og sønnen Tommy Møller Nielsen takkede på vegne af familien for hæderen. Stemningstribunen på Odense Stadion er ligeledes opkaldt efter Richard Møller Nielsen. 
- 1975 - Årets fodboldtræner i Danmark
- 1992 - World Soccer Manager
- 2004 - FIFA Centennial Order of Merit
- 2008 - Fodboldens Hall of Fame (som en del af Europamester-holdet '92)[4]
- 2012 - Captain's Ball (Finland)
- 2014 - Fodboldens Hall of Fame (posthumt)

## Trænerkarriere
- 1962-1963: Brobyværk IF
- 1964-1967: OB
- 1967-1969: Esbjerg fB
- 1969-1975: Svendborg fB
- 1975-1985: OB
- 1978-1989: U/21-landstræner
- 1987-1990: Assistenttræner for Danmarks fodboldlandshold
- 1990-1996: Landstræner for Danmark
- 1996-1999: Landstræner for Finland
- 2000-2002: Landstræner for Israel
- 2003: Kolding FC

## Titler
- 1968 - DM-sølv med Esbjerg fB[2]
- 1977, 1982 - Danmarksmester med OB
- 1980 - DM-bronze med OB
- 1983 - Pokalmester med OB[5]
- 1992 - Europamester med Danmark
- 1995 - FIFA Confederations Cup vinder med Danmark

## Privat
Møller Nielsen boede mange år i Kerteminde sammen med hustruen Jonna. Sammen fik de børnene Christian, Birgitte og Tommy. De bidrog med seks børnebørn.
I sommeren 2013 blev Ricardo ramt af en kræftsvulst i hjernen. Den blev opdaget ved at han i juni fik et ildebefindende, og indlæggelse og scanning på Odense Universitetshospital afslørede den ondartede svulst. I juli blev han igen indlagt og opereret, men trods kemoterapi blev han ikke rask. Kort inden juleaften blev Richard Møller Nielsen indlagt på Hospice Fyn i Odense. Her døde han 13. februar 2014.
Han blev bisat den 19. februar fra Ansgars Kirke og stedt til hvile på Assistens Kirkegård.

## Populærkultur
I november 2014 udkom den første bog om Richard Møller Nielsen. Bogen hedder Mirakelmageren og omhandler hele Richard Møller Nielsens liv. Den er skrevet af Nils Finderup og Martin Davidsen.
I august 2015 blev Richard Møller Nielsen portrætteret af skuespilleren Ulrich Thomsen i filmen "Sommeren '92" om Danmarks sejr ved EM i fodbold. Den er instrueret af Kasper Barfoed. 